# Бэлэбэнешть
Бэлэбэнешть, Балабанешты (рум. Bălăbănești) — село в Криулянском районе Молдавии. Является административным центром коммуны Бэлэбэнешть, включающей также сёла Малаешты и Новые Малаешты.

## География
Село расположено на высоте 63 метров над уровнем моря.
На окраине села имеется Балабанештский парк, один из старых парков Молдавии, создан в начале 20 века.

## Население
По данным переписи населения 2004 года, в селе Бэлэбэнешть проживает 2081 человек (1026 мужчин, 1055 женщин).
Этнический состав села:
| Национальность | Число жителей | Процентный состав |
| -------------- | ------------- | ----------------- |
| молдаване      | 1978          | 95.05             |
| румыны         | 70            | 3.36              |
| русские        | 19            | 0.91              |
| украинцы       | 9             | 0.43              |
| болгары        | 2             | 0.1               |
| поляки         | 1             | 0.05              |
| прочие         | 2             | 0.1               |
| Всего          | 2081          | 100 %             |